# لاندرین، کبک
لاندرین (به فرانسوی: Landrienne) بخشی در منطقه شهری ابیتیبی ناحیه ابیتیبی-تمیسکامانگ در استان کبک کانادا است. در سرشماری سال ۲۰۱۱ این بخش ۱٬۰۴۴ نفر جمعیت داشته‌است و مساحت آن ۲۷۶٫۲۲ کیلومتر مربع است.